# شهرستان پوشنگ (فوجیان)
شهرستان پوشنگ (به انگلیسی: Pucheng County) یک شهرستان در چین است که در نانپینگ واقع شده‌است. شهرستان پوشنگ ۳٬۳۸۳ کیلومتر مربع مساحت و ۳۲۰٬۰۰۰ نفر جمعیت دارد.